# Volkswagen AAC Concept
Volkswagen AAC — прототип кросовера в кузові пікап від німецького автовиробника Volkswagen. Був показаний на автосалоні в Детройті у 2000 році. Назва AAC розшифровується як - Advance Activity Vehicle. В технічному плані AAC повністю повторює Concept D, вони ділять одну платформу та двигун. Серійне виробництво почалося у 2002 році під назвою Volkswagen Touareg і не в 4-дверному кузові пікап, а в повноцінному 5-дверному. 

## Особливості
Особливістю цього концепт-кару є його кузов в стилі пікап, задні двері якого відкриваються в протилежну сторону від передніх, а розблоковуються вони з дистанційного пульту. Двигун запускається з кнопки. В салоні чотири місця, із них не повноцінних два задніх. Вся електроніка від Concept D. Алюмінієві накладки на панелі та дверях, шкіра кольору "Teak" (коричневий), якою обтягнуті сидіння, кермо, нижня частина торпеди та центральна консоль. На підлозі матеріал, який нагадує бамбук, що використовується на палубах яхт. Дах та верхню частину дверей обтягнули в чорну алькантару. Екран навігатора та мультимедійної системи розмірністю 7 дюймів. Ремені безпеки інтегровані у верхню частину спинки сидіння.

## Технічні характеристики
AAC в технічному плані повністю повторює Concept D. Двигун дизельний 5,0-літровий, 20-ти клапанний V10 з подвійним турбонадувом та безпосереднім впорскуванням палива, яке здійснюється за допомогою насос-форсунки розробленої спільно Volkswagen і Bosch. Потужність 313 к.с. (230 кВт) та 750 Нм крутного моменту. Охолодження водно-повітряне. Привід - повний (4WD), а коробка передач 6-ступеневий Tiptronic з ручним режимом. Підвіска пневматична. У звичайному положенні кліренс автомобіля складає 280 мм, а в максимальному положенні - 390 мм. Присутня система електронного блокування диференціалу EDS та система курсової стійкості ESP, вони допомагають кросоверу долати бездоріжжя. Колеса розмірністю 285/55 R19 спереду та ззаду. Максимальна швидкість прототипу становить 200 км/год.